# رون داير
رون داير (بالإنجليزية: Ron Dyer)‏ هو سياسي أسترالي، ولد في 11 أبريل 1943. حزبياً، نشط في حزب العمال الأسترالي. وقد انتخب عضو المجلس التشريعي نيو ساوث ويلز.